# Xiphactinus
Xiphactinus – rodzaj wymarłej ryby żyjącej w późnej kredzie na obszarze dzisiejszej środkowej i wschodniej Ameryki Północnej. Duża drapieżna ryba (długość ciała ok. 5 m) żywiąca się rybami i ptakami morskimi. Stworzenie to było prawdopodobnie podobne do dzisiejszych ryb z rodziny tarponowatych.

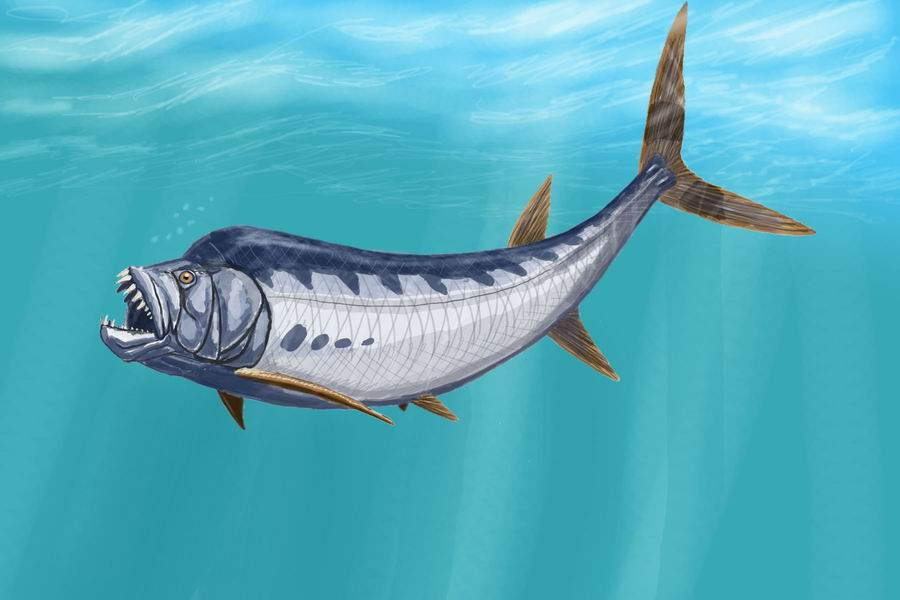
Rekonkstrucja

Najsłynniejszy szkielet Xiphactinus audax znajduje się w Sternberg Museum of Natural History w Hays w Kanadzie. Ryba, do której należał szkielet zginęła zaraz po posiłku, dzięki temu w miejscu, gdzie znajdował się jej żołądek odnaleziono pełny szkielet ryby z gatunku Gillicus arcuatus. Inne skamieniałości znajdują się m.in. w Amerykańskim Muzeum Historii Naturalnej, Peabody Museum, Denver Museum of Science and Nature i Cosmocaixa w Barcelonie.
Gatunek typowy rodzaju, X. audax, został opisany w 1870 roku przez Josepha Leidy'ego, a rok później, niezależnie od niego, ten sam gatunek Edward Drinker Cope opisał pod nazwą Portheus molossus. Mimo iż materiał typowy P. molossus jest bardziej kompletny niż X. audax, zasada pierwszeństwa w nomenklaturze zoologicznej wymaga, by był on młodszym synonimem X. audax. Opisano wiele gatunków należących do rodzaju Xiphactinus, jednak większość z nich zsynonimizowano później z X. audax. Jedynym ważnym oprócz niego gatunkiem jest X. vetus, opisany przez Leidy'ego w 1856 roku pod nazwą Polygonodon vetus.